# Saetheriella amplicristata
Saetheriella amplicristata är en tvåvingeart som beskrevs av Halvorsen 1982. Saetheriella amplicristata ingår i släktet Saetheriella och familjen fjädermyggor.
Artens utbredningsområde är Tennessee. Inga underarter finns listade i Catalogue of Life.